# Pain (album)
 For alternative betydninger, se Pain. (Se også artikler, som begynder med Pain)
Pain er det første album fra industrial metal-bandet Pain der blev udgivet i 1996 gennem Nuclear Blast. Albummet blev genudgivet i 2002 gennem Stockholm Records med tre bonusnumre.

## Numre
1. "On Your Knees Again" — 4:35
2. "Rope Around My Neck" — 4:31
3. "Learn How to Die" — 3:54
4. "Don't Let Me Down" — 4:20
5. "Breathe" — 4:21
6. "Greed" — 2:42
7. "Choke On Your Lies" — 4:53
8. "Last Drops of My Life" — 4:02

### Bonusnumre på genudgivelse
1. "Hate Me" — 5:22
2. "Liar" — 5:18
3. "Thru The Ground" — 3:56

## Musikere
- Peter Tägtgren – Alle instrumenter